# Grup de Lorentz

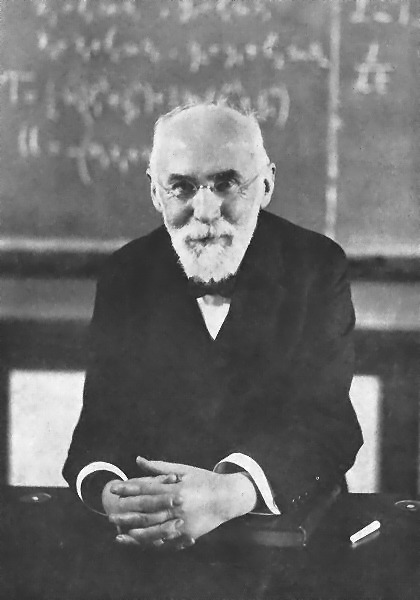
Hendrik Antoon Lorentz (1853–1928) dona el seu nom al grup de Lorentz.

En físiques i matemàtiques, el grup de Lorentz és el grup de totes les transformacions de Lorentz a l'espaitemps de Minkowski. Aquest grup aporta el marc clàssic per a tots els fenòmens físics (no gravitacionals). El grup de Lorentz rep el seu nom del físic holandès Hendrik Lorentz.
Les següents lleis i equacions són invariants sota transformacions de Lorentz: 
- Les lleis cinemàtiques de la relativitat especial
- Les equacions de camp de Maxwell en la teoria de l'electromagnetisme
- L'equació de Dirac en la teoria de l'electró

Per tant, el grup de Lorentz expressa la simetria fonamental de moltes lleis fonamentals de la natura.

## Propietats bàsiques
El grup de Lorentz és un subgrup del grup de Poincaré, el grup de totes les isometries de l'espaitemps de Minkowski. Les transformacions de Lorentz són, precisament, isometries que deixen l'origen fix. Així doncs, el grup de Lorentz és un subgrup d'isotropia del grup d'isometria de l'espaitemps de Minkowski. Per aquesta raó, és anomenat de vegades com a grup de Lorentz homogeni mentre que el grup de Poincaré és a voltes anomenat el Grup de Lorentz inhomogeni. Les transformacions de Lorentz són exemples de transformacions lineals; les isometries generals de l'espaitemps de Minkowski són transformacions afins. Matemàticament, el grup de Lorentz pot ser descrit com el grup ortogonal generalitzat O(1,3), el grup de Lie matricial que conserva la forma quadràtica
{\displaystyle (t,x,y,z)\mapsto t^{2}-x^{2}-y^{2}-z^{2}}
sobre R4. Aquesta forma quadràtica és, en forma matricial, interpretada en física com el tensor mètric de l'espaitemps de Minkowski.
El grup de Lorentz és un grup de Lie real sis-dimensional no-abelià nocompacte que no és conneix. La component d'identitat (i.e., la component que conté l'element d'identitat) del grup de Lorentz és un grup en ell mateix, sovint anomenat el grup de Lorentz restringit, i denotat SO+(1,3). El grup de Lorentz restringit consisteix en aquelles transformacions de Lorentz que conserven l'orientació de l'espai i la direcció del temps (ortocrones). Aquelles que conserven l'orientació són anomenades pròpies i, com a transformacions lineals, tenen determinant +1. (Les transformacions de Lorentz impròpies tenen determinant −1.) El subgrup de transformacions de Lorentz propi és denotat SO(1,3). Alguns autors es refereixen a SO(1,3), o fins i tot O(1,3), quan de fet vol dir SO+(1, 3).
El grup de Lorentz restringit és generat per rotacions espacials normals i "boosts" de Lorentz (que poden ser pensats com rotacions hiperbòliques en un pla que inclou una direcció de tipus temporal). Donat que tota transformació de Lorentz ortocrona pròpia pot ser descrita com el producte d'una rotació (definida per 3 paràmetres reals) i una transformació "boost" de Lorentz (també definida per 3 paràmetres reals), calen 6 paràmetres reals per a definir-la. Això explica per què el grup de Lorentz restringit és sis-dimensional.
El conjunt de totes les rotacions forma un subgrup de Lie isomorf al grup de rotació normal SO(3). El conjunt de tots els "boosts", tanmateix, no forma un subgrup, car combinant dos boosts no resulta, en general, en un altre boost. (De fet, un parell de boost no-colinears és equivalent a un boost i una rotació, o una rotació de Thomas).
El grup de Lorentz restringit SO+(1, 3) és isomorf al grup lineal especial projectiu PSL(2,C) que és isomorf al grup de Möbius, el grup de simetria de geometria conforme en l'esfera de Riemann.(Aquesta observació va ser emprada per Roger Penrose com a punt d'inici de la teoria de twistors).

## Àlgebra de Lie
Tal com succeeix amb qualsevol grup de Lie, la manera millor d'estudiar molts aspectes del grup de Lorentz és via la seva àlgebra de Lie. El grup de Lorentz és un subgrup del grup de difeomorfisme de R4 i, per tant, la seva àlgebra de Lie pot ser identificada amb camps vectorials en R4. En particular, els vectors que generen les isometries en un espai són els seus vectors de Killing, que proporcionen una alternativa convenient al camp vectorial invariant-esquerra per a calcular l'àlgebra de Lie. Podem escriure un conjunt de sis generadors:
- Camps de vector en R4 generant tres rotacions i J,

{\displaystyle -y\partial _{x}+x\partial _{y}\equiv iJ_{z}~,\qquad -z\partial _{y}+y\partial _{z}\equiv iJ_{x}~,\qquad -x\partial _{z}+z\partial _{x}\equiv J_{y}~;}
- Camps de vector en R4 generant tres "boosts" iK,

{\displaystyle x\partial _{t}+t\partial _{x}\equiv iK_{x}~,\qquad y\partial _{t}+t\partial _{y}\equiv iK_{y}~,\qquad z\partial _{t}+t\partial _{z}\equiv iK_{z}.}
Pot ser útil a breument recordar breument com obtenir un grup d'un paràmetre a partir d'un camp vectorial, escrit en la forma d'un operador d'una equació diferencial lineal parcial tal com
{\displaystyle -y\partial _{x}+x\partial _{y}.}
El valor inicial corresponent és
{\displaystyle {\frac {\partial x}{\partial \lambda }}=-y,\;{\frac {\partial y}{\partial \lambda }}=x,\;x(0)=x_{0},\;y(0)=y_{0}.}
La solució pot ser escrita com
{\displaystyle x(\lambda )=x_{0}\cos(\lambda )-y_{0}\sin(\lambda ),\;y(\lambda )=x_{0}\sin(\lambda )+y_{0}\cos(\lambda )}
{\displaystyle \left[{\begin{matrix}t\\x\\y\\z\end{matrix}}\right]=\left[{\begin{matrix}1&0&0&0\\0&\cos(\lambda )&-\sin(\lambda )&0\\0&\sin(\lambda )&\cos(\lambda )&0\\0&0&0&1\end{matrix}}\right]\left[{\begin{matrix}t_{0}\\x_{0}\\y_{0}\\z_{0}\end{matrix}}\right]}
on fàcilment reconeixem el grup matricial amb un paràmetre de rotacions exp(i λ Jz) sobre l'eix z. Diferenciant respecte del paràmetre de grup λ i anul·lant-lo, λ=0, recuperem la matriu estàndard,
{\displaystyle iJ_{z}=\left[{\begin{matrix}0&0&0&0\\0&0&-1&0\\0&1&0&0\\0&0&0&0\end{matrix}}\right]~,}
que correspon al camp vectorial inicial. Això il·lustra com passar entre representacions matricials i de camp vectorials dels elements de l'àlgebra de Lie.

## Generalització a dimensions superiors
El concepte del grup de Lorentz té una generalització natural a un espaitemps amb qualsevol nombre de dimensions. Matemàticament, el grup de Lorentz d'n+1-dimensions a l'espai de Minkowski és el grup O(n,1) (o O(1,n)) de transformacions lineals de Rn+1 que conserven la forma quadràtica
{\displaystyle (x_{1},x_{2},\ldots ,x_{n},x_{n+1})\mapsto x_{1}^{2}+x_{2}^{2}+\cdots +x_{n}^{2}-x_{n+1}^{2}.}
Moltes de les propietats del grup de Lorentz a quatre dimensions (on n = 3) es poden generalitzar fàcilment a un n arbitrari. Per cas, el grup de Lorentz grup O(n,1) té quatre components connexes, i actua via transformacions conformes a la (n−1)-esfera celeste en a l'espai de Minkowski amb n+1 dimensions. El component d'identitat SO+(n,1) és un fibrat SO(n) sobre l'n-espai hiperbòlic Hn.
Els casos de dimensions inferiors n = 1, 2 són sovint útils com a "models de joguina" per al cas físic n = 3, mentre que els grups de Lorentz de dimensió superior són utilitzats en teories físiques com teoria de cordes que postula l'existència de dimensions ocultes. El grup de Lorentz O(n,1) és també el grup d'isometria de l'espai n-dimensional de de Sitter dSn, que pot ser realitzada com l'espai homogeni O(n,1)/O(n−1,1). En particular O(4,1) és el grup d'isometria de l'univers de De Sitter dS₄, un model cosmològic.